# Groot Frieslandpad
Het Groot Frieslandpad (LAW 14) is een LAW met een lengte van 362 kilometer van Bergen aan Zee naar Leer (D). De route is in beide richtingen gemarkeerd met wit-rode tekens en in een boekje beschreven. De route bevat een overtocht per veerdienst van Enkhuizen naar Stavoren, die niet het gehele jaar vaart.

## Afbeeldingen

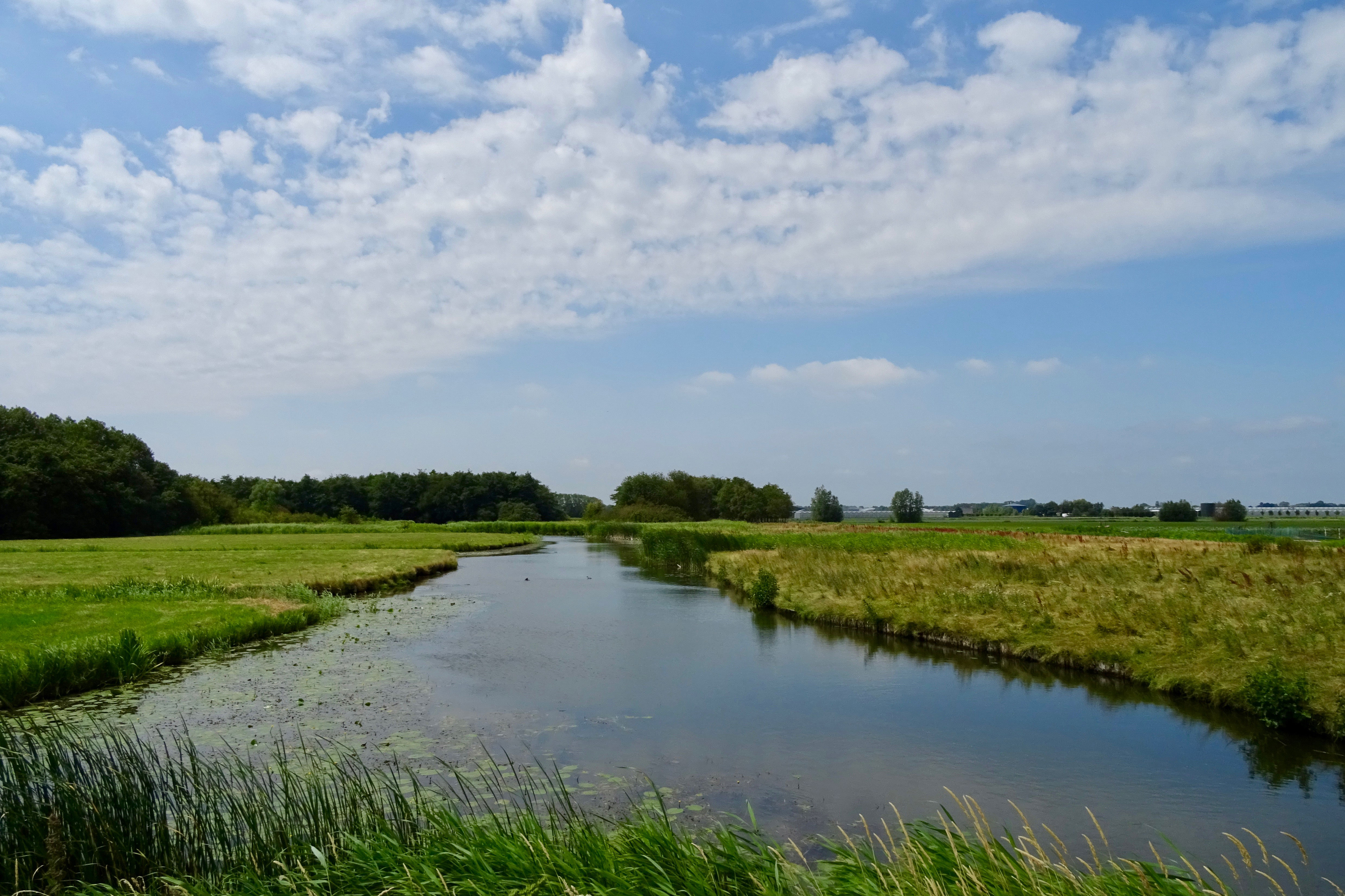
De Weelen ten noorden van Lutjebroek
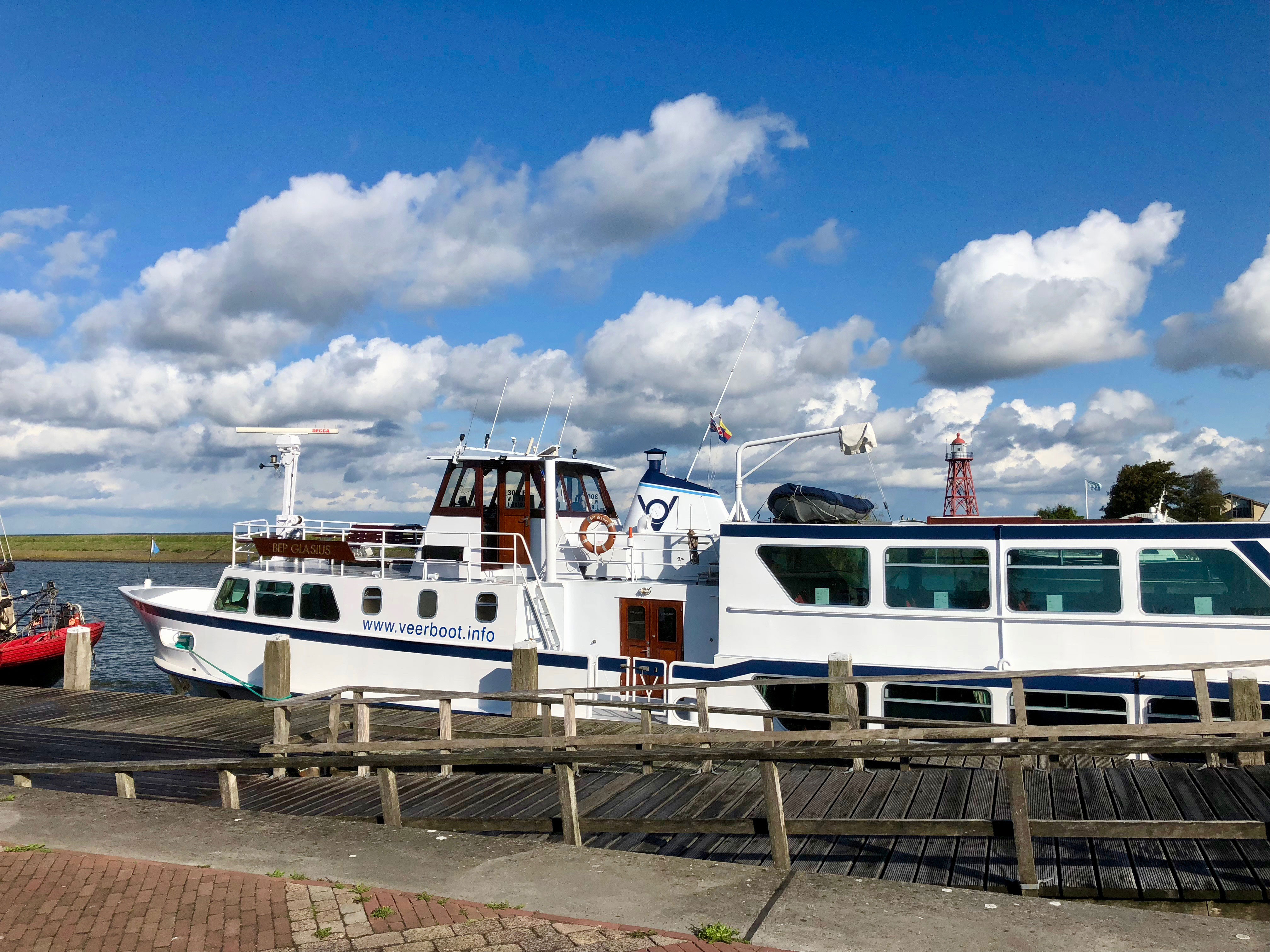
Veerdienst Enkhuizen - Stavoren
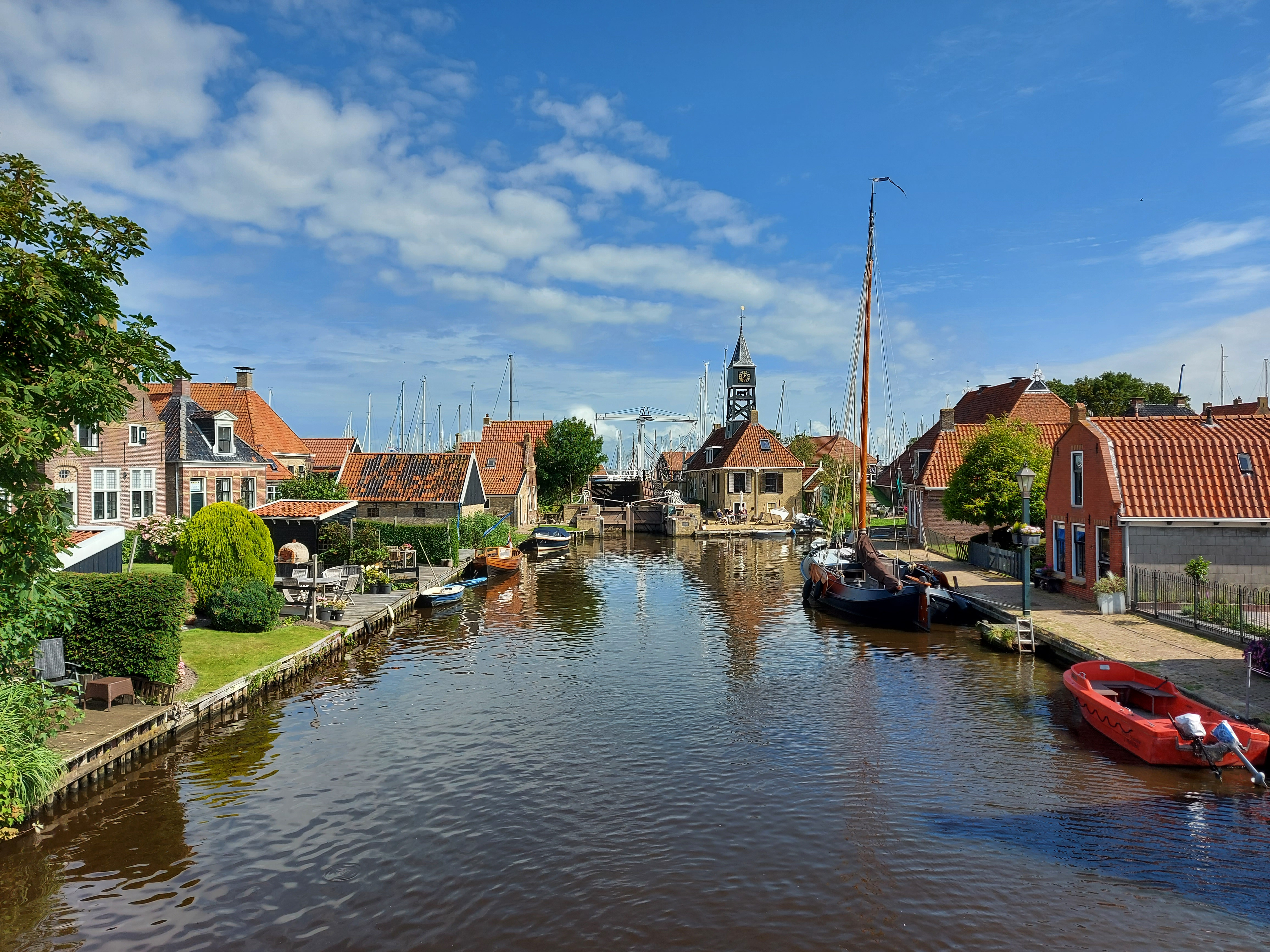
Hindeloopen
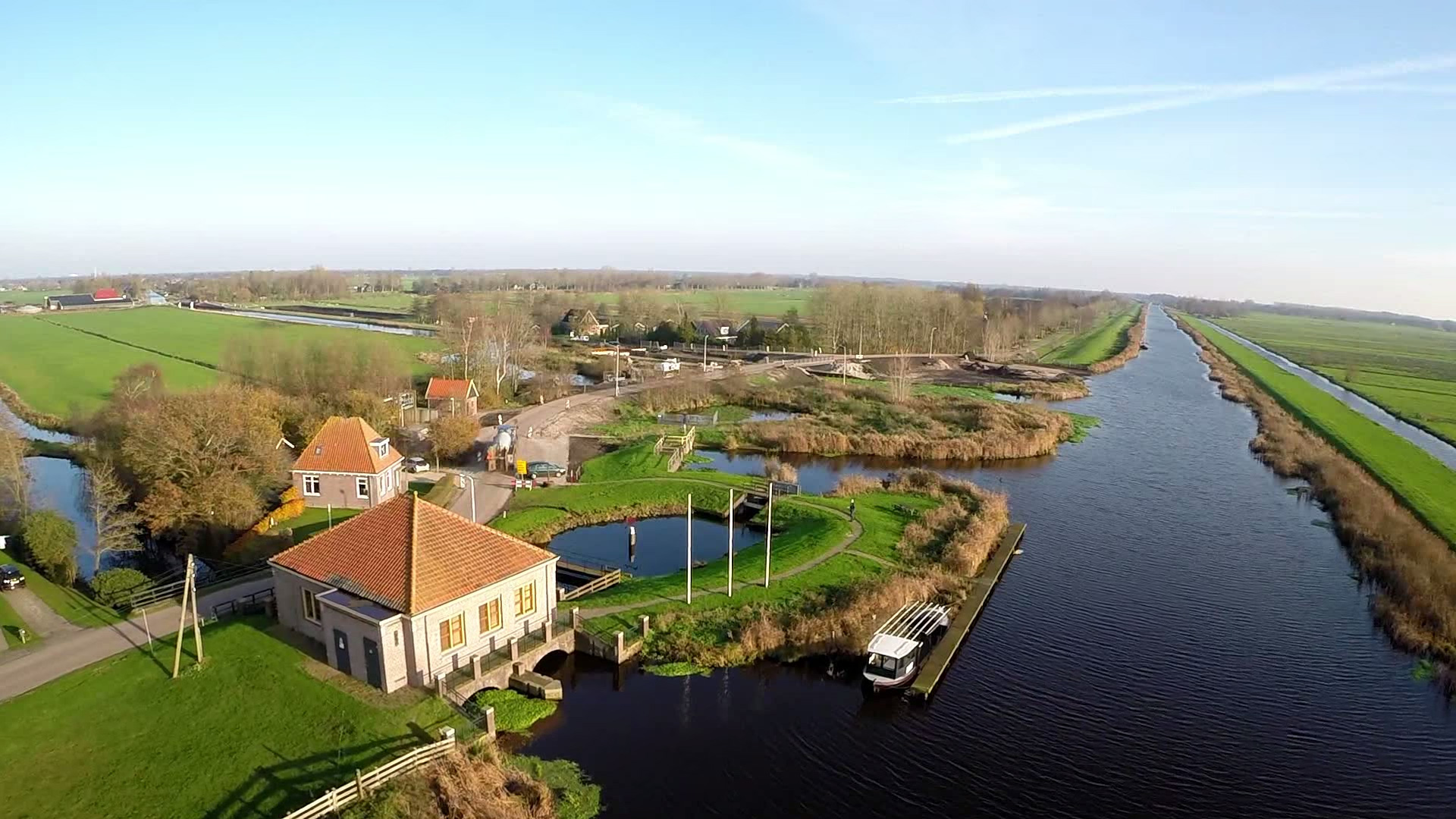
Zuidergemaal, Nij Beets
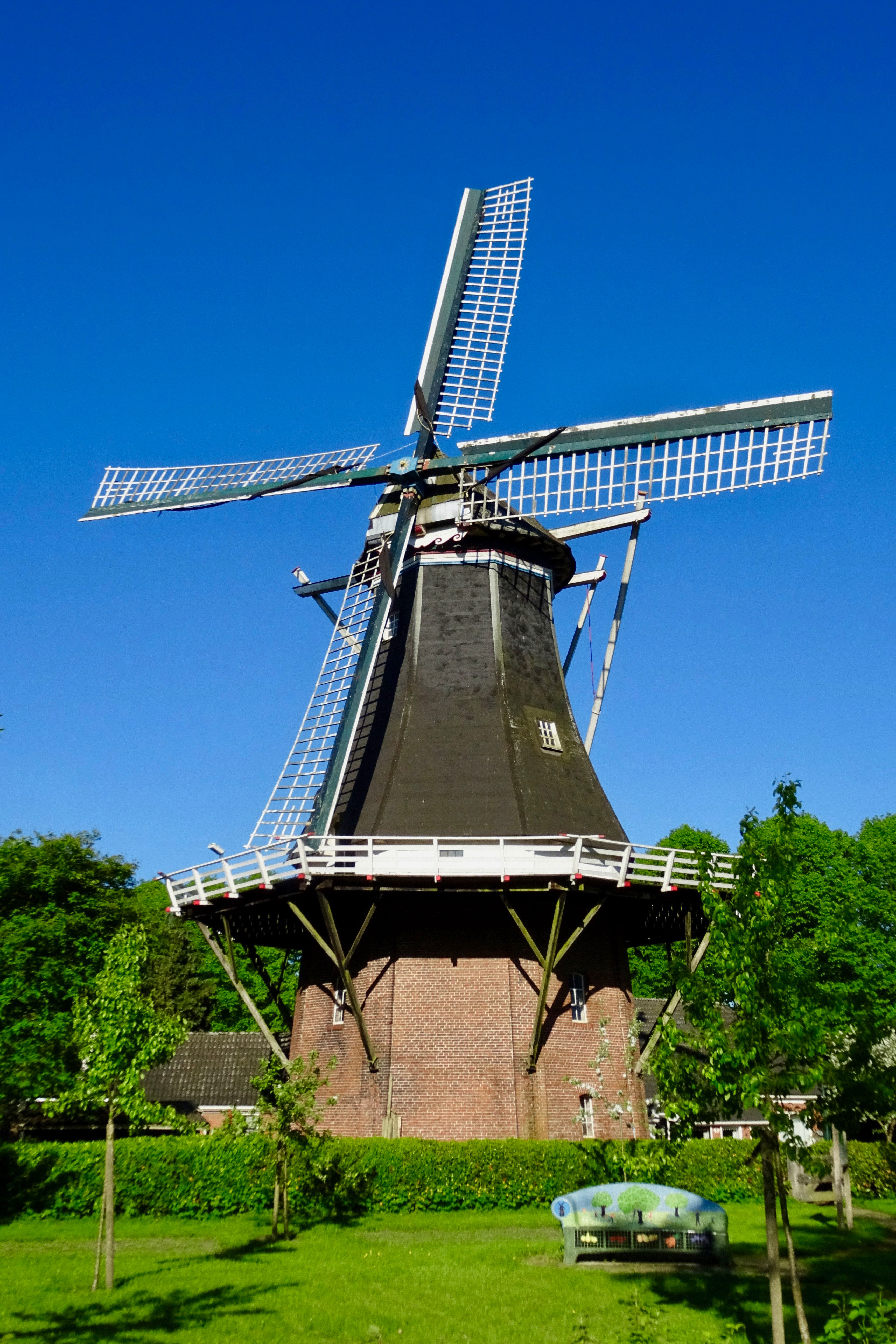
De Korenbloem, Vriescheloo
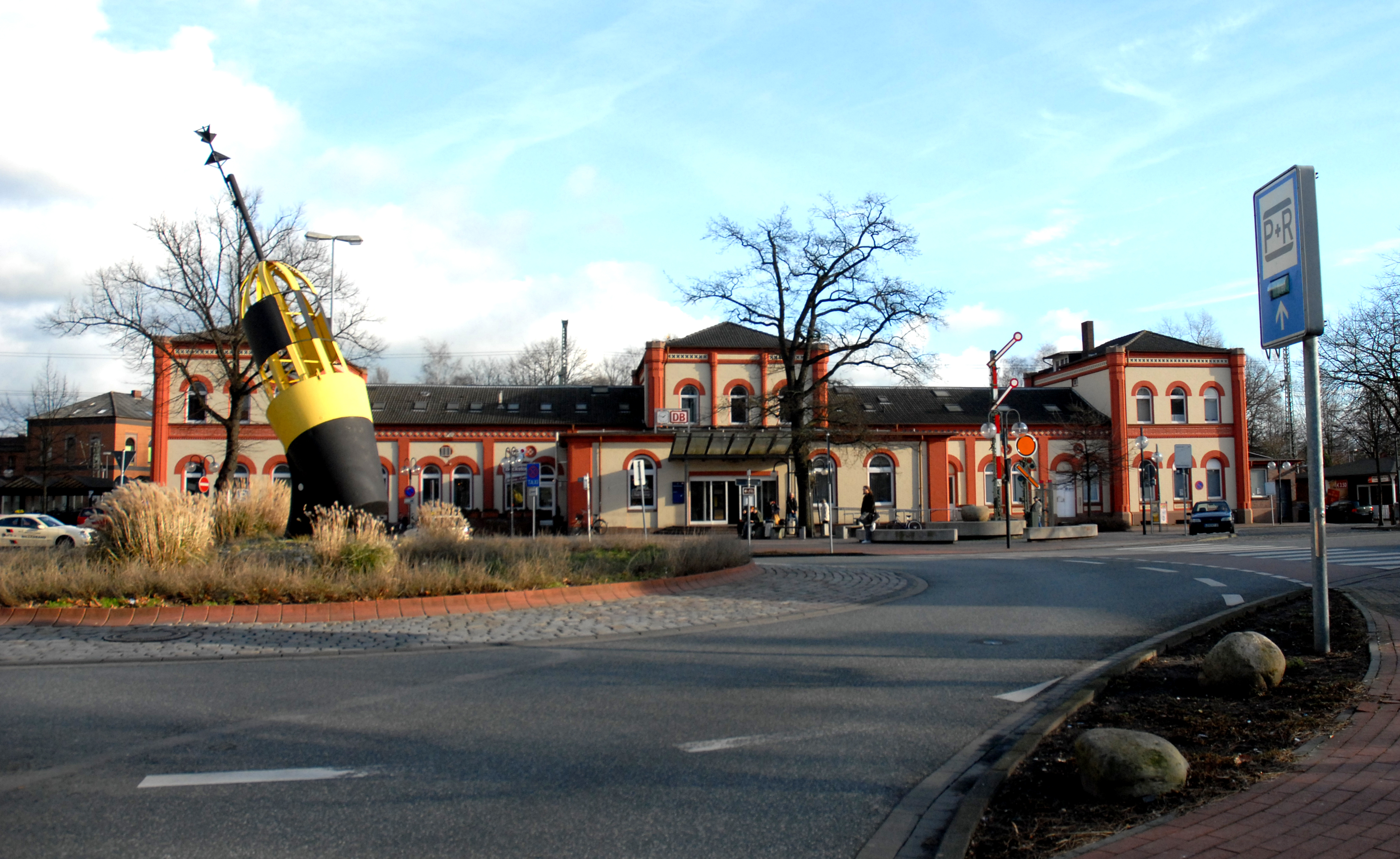
Station Leer